# William Joseph McDonald
William Joseph McDonald (* 17. Juni 1904 in Kilkenny, Vereinigtes Königreich Großbritannien und Irland; † 7. Januar 1989 in San Francisco) war ein irisch-US-amerikanischer römisch-katholischer Geistlicher und Weihbischof in San Francisco.

## Leben
William Joseph McDonald studierte Philosophie und Katholische Theologie am St. Kieran’s College in Kilkenny. Er empfing am 10. Juni 1928 in der Marienkathedrale von Kilkenny durch den Bischof von Ross, James J. Roche, das Sakrament der Priesterweihe für das Erzbistum San Francisco.
McDonald war zunächst in der Pfarrseelsorge tätig. Anschließend setzte er seine Studien an der Katholischen Universität von Amerika in Washington, D.C. fort, an der er einen Master erwarb und zum Doktor der Theologie promoviert wurde. Später wurde William Joseph McDonald Professor an der Katholischen Universität von Amerika und 1957 deren Rektor. Von 1960 bis 1963 war McDonald zudem Präsident der Internationalen Föderation Katholischer Universitäten und Herausgeber der New Catholic Encyclopedia.
Am 17. März 1964 ernannte ihn Papst Paul VI. zum Titularbischof von Aquae Regiae und zum Weihbischof in Washington. Der Apostolische Delegat in den Vereinigten Staaten, Erzbischof Egidio Vagnozzi, spendete ihm am 19. Mai desselben Jahres die Bischofsweihe; Mitkonsekratoren waren der Erzbischof von Washington, Patrick Aloysius O’Boyle, und der Erzbischof von San Francisco, Joseph Thomas McGucken. Als Weihbischof blieb William Joseph McDonald bis 1967 Rektor der Katholischen Universität von Amerika. McDonald nahm an der dritten und vierten Sitzungsperiode des Zweiten Vatikanischen Konzils teil. Am 26. Juli 1967 ernannte ihn Paul VI. zum Weihbischof in San Francisco.
Papst Johannes Paul II. nahm am 5. Juni 1979 das von William Joseph McDonald vorgebrachte Rücktrittsgesuch an. 